# Chusquea fendleri
Chusquea fendleri är en gräsart som beskrevs av William Munro. Chusquea fendleri ingår i släktet Chusquea och familjen gräs. Inga underarter finns listade i Catalogue of Life.